# Schottenkirche (Wien)

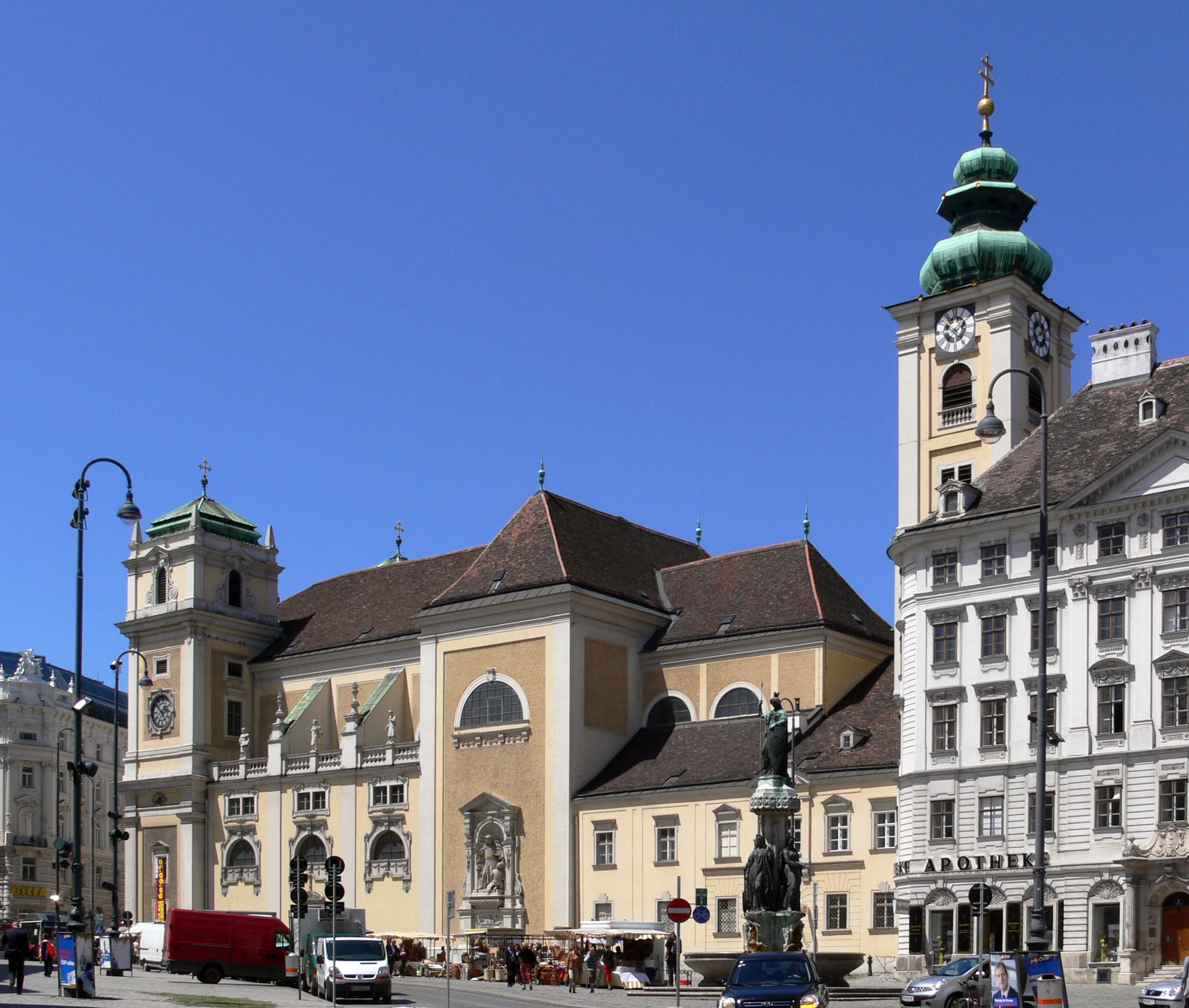
Seitenansicht von der Freyung mit Blick auf Schottenkirche, rechts in weiß das sogenannte Schubladkastenhaus

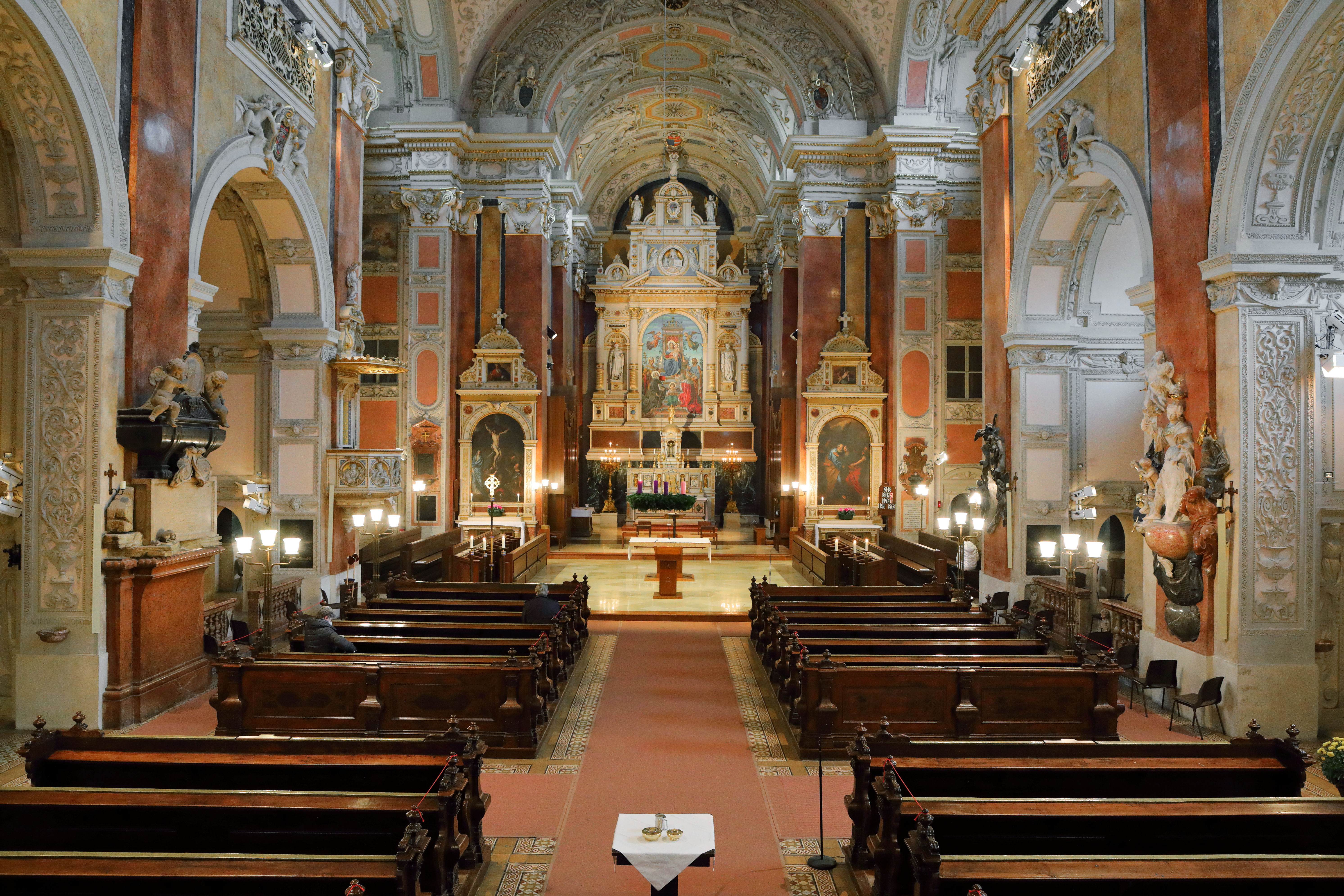
Innenansicht der Schottenkirche

Die Schottenkirche (Basilika Unserer Lieben Frau zu den Schotten) ist eine römisch-katholische Pfarrkirche in Wien und zugleich die Klosterkirche einer Benediktinerabtei, des Schottenstifts. Sie befindet sich auf der Freyung im 1. Wiener Gemeindebezirk Innere Stadt.

## Geschichte

### Die alte Schottenkirche

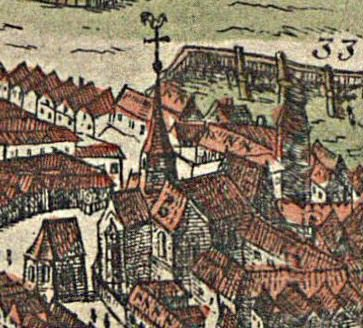
Die mittelalterliche Schottenkirche

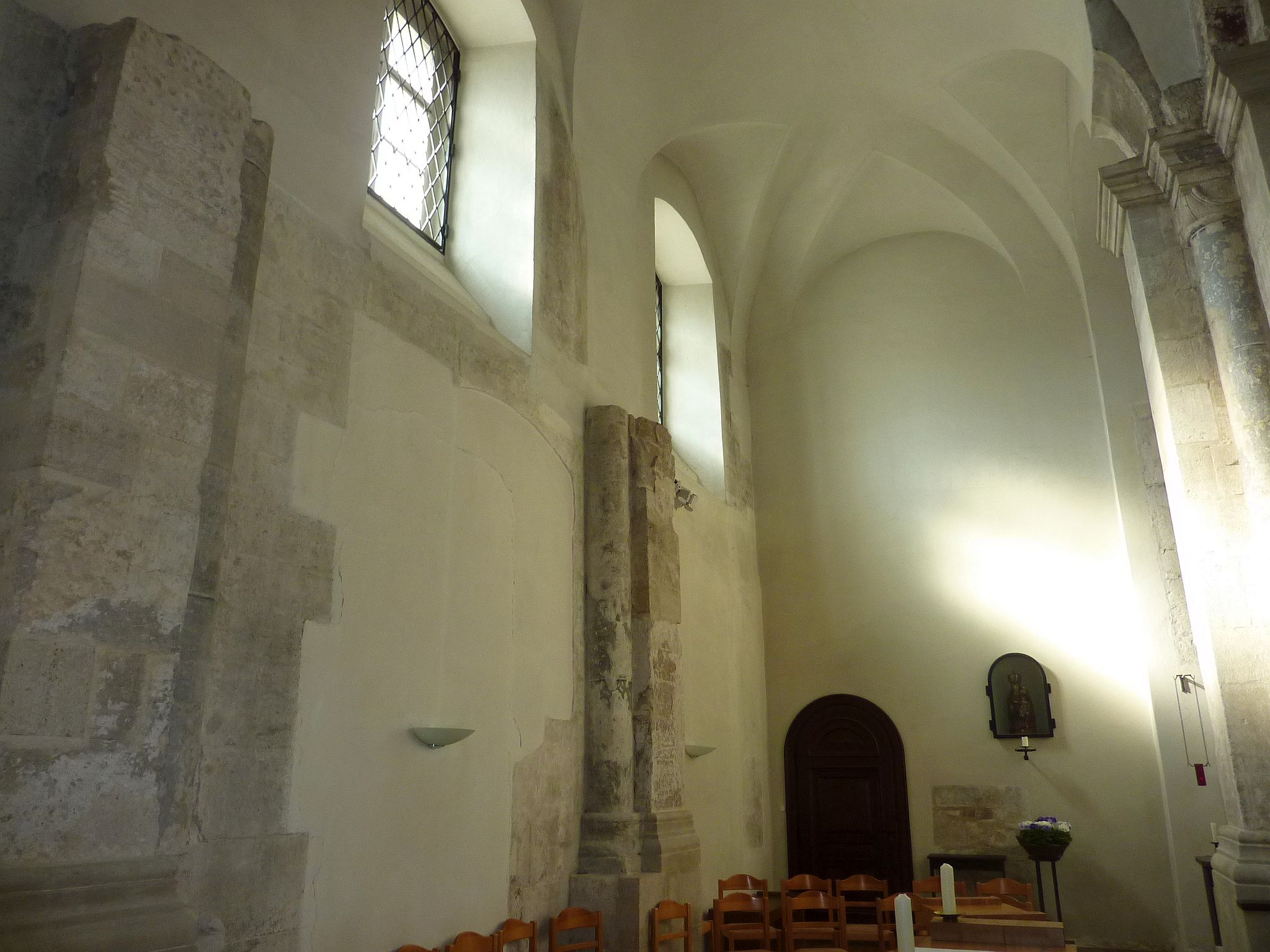
Romanische Kapelle mit Marienstatue in Nische rechts der Tür

Bereits kurz nach der Stiftung des Wiener Schottenklosters durch Herzog Heinrich II. Jasomirgott im Jahr 1155 wurde mit dem Bau der Schottenkirche begonnen; geweiht wurde sie 1200 vom Passauer Bischof Wolfger von Erla. Von dieser ersten, romanischen Kirche, einer dreischiffigen Pfeilerkirche mit einer Apsis, sind nur noch Reste in der Finsteren Sakristei und der Romanischen Kapelle erhalten. In letzterer, die heute als Tageskapelle dient, befindet sich auch die romanische Marienstatue Unsere Liebe Frau zu den Schotten (um 1250), die älteste Mariendarstellung Wiens.
Als Heinrich Jasomirgott im Jahr 1177 starb, wurde er seinem Wunsch gemäß in der Schottenkirche in einem Hochgrab bestattet. Später wurden seine Frau Theodora und seine Tochter Agnes zu ihm gebettet.
Nach Streitigkeiten mit dem Wiener Pfarrer erlangten die Schotten aufgrund eines Schiedsspruchs päpstlich delegierter Richter am 28. August 1265 pfarrliche Rechte für ihr Wiener Territorium, zunächst mit Einschränkungen beim Tauf- und Begräbnisrecht, ab 1269 vollkommen uneingeschränkt.
1276 fiel die Schottenkirche einem großen Stadtbrand zum Opfer, deshalb wurde sie bis 1317 im frühgotischen Stil erneuert. Nachdem im Jahr 1443 ein Erdbeben die Kirche beschädigt hatte, wurde der Chorraum 1446 bis 1449 gotisch umgestaltet. Für diesen Chor wurde zwischen 1469 und 1475 ein großer Flügelaltar, der sogenannte Schottenmeisteraltar, geschaffen.

### Barocker Neubau

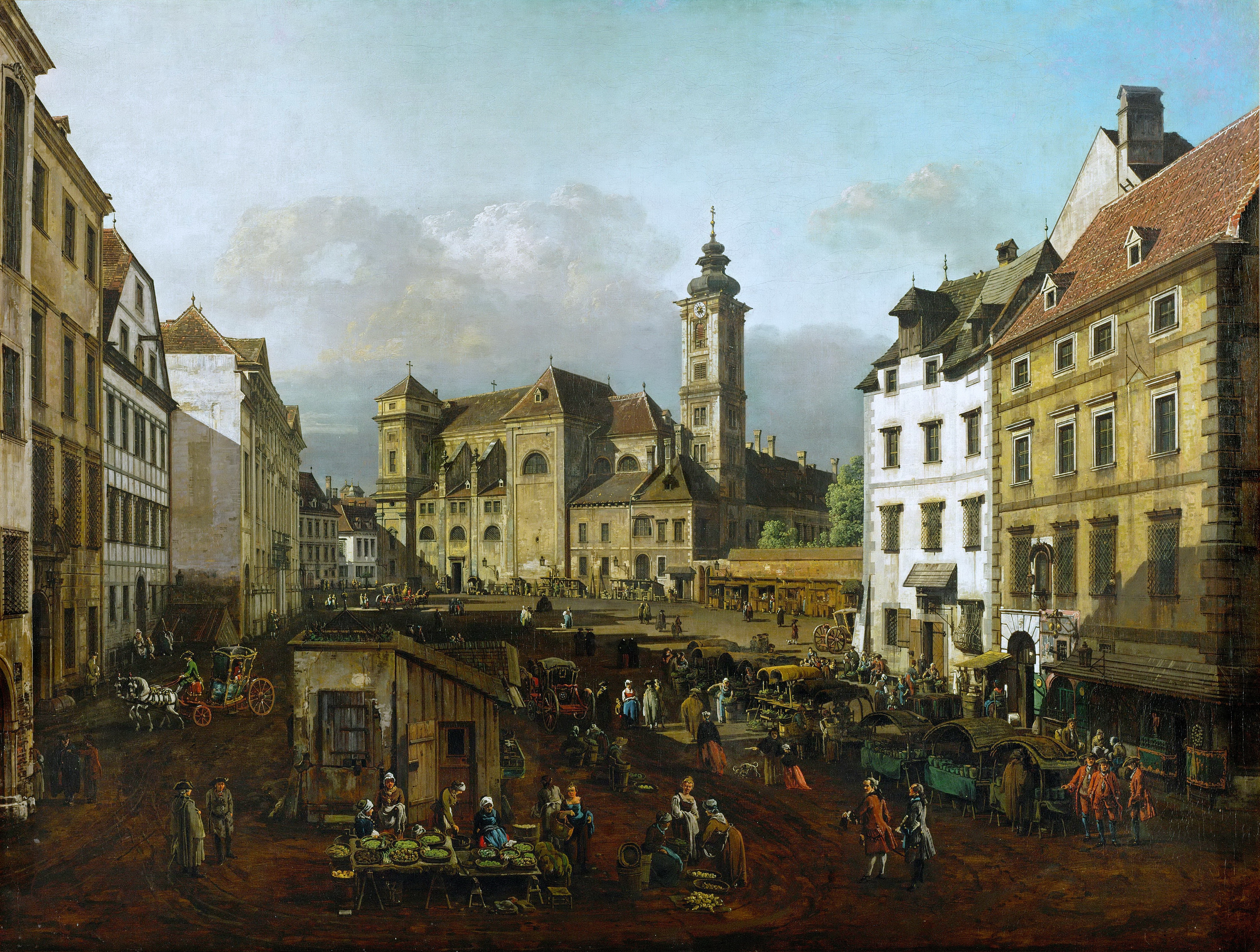
Bernardo Bellotto: Die Freyung in Wien, Ansicht von Südosten, 1759–1760, Kunsthistorisches Museum, Wien

Der Einsturz eines Turmes nach Blitzschlag wurde 1638 von Abt Johann Walterfinger zum Anlass genommen, zunächst den Chor und den Turm der Kirche völlig umzugestalten. Hierbei reduzierte man allerdings die Länge der Kirche, so dass der Turm heute nicht unmittelbar ans Langhaus anschließt. Die Errichtung der tonnengewölbten Wandpfeilerkirche mit angedeutetem Querhaus besorgten unter Abt Anton Spindler von Hofegg die Baumeister Andrea Allio der Ältere, sein Vetter Andrea Allio der Jüngere und Silvestro Carlone. Im Zuge dieses Neubaus wurde auch die Krypta des Schottenstiftes angelegt. Die neue Kirche wurde am 31. Mai 1648 vom Wiener Bischof Philipp Friedrich von Breuner geweiht.
Die Steinmetzarbeiten wurden dem kaiserlichen Kammerbildhauer und Hofsteinmetz Peter Concorz, Bildhauer auf der Freyung, übertragen. Dazu kaufte er einen Steinbruch in Kaisersteinbruch, laut Vertrag mit Abt Michael II. Schnabel vom Stift Heiligenkreuz. 1651 errichtete der Hofsteinmetzmeister Bartholomäus Khöll das Hauptportal der Turmfassade. Für die Nische schuf der Bildhauer Tobias Kracker die Statue Maria mit Kind.
Der Barockmaler Joachim von Sandrart schuf für die Schottenkirche die Gemälde des Apostelaltars (1652) und des Kreuzaltars (1654) sowie das neue Hochaltarbild Himmlische Glorie (1671), das sich heute im Prälatensaal des Schottenstiftes befindet. Tobias Pock malte die Altarbilder des Sebastianaltars (1649/1650), des Marienaltars (1651/1655) und des Benediktusaltars (1654) sowie ein erst Ende des 20. Jahrhunderts wieder freigelegtes Fresko des heiligen Wolfgang (um 1655). Das Gemälde des Gregoraltars (1651/1652) stammt von Georg Bachmann, die Tafeln des Annaaltars und des Barbaraaltars (beide 1656/1659) werden Jeronimus Joachims zugeschrieben.
Nach der Zweiten Türkenbelagerung wurde die Kirche nochmals restauriert. Da die barocken Westtürme kaum die Fassade überragen, gab es immer wieder Pläne, sie aufzustocken – dazu kam es aber nie. Für Ernst Rüdiger von Starhemberg, den Verteidiger Wiens bei der Türkenbelagerung, der in der Krypta der Schottenkirche beigesetzt wurde, entwarf Joseph Emanuel Fischer von Erlach um 1725 ein Epitaph in der Kirche.

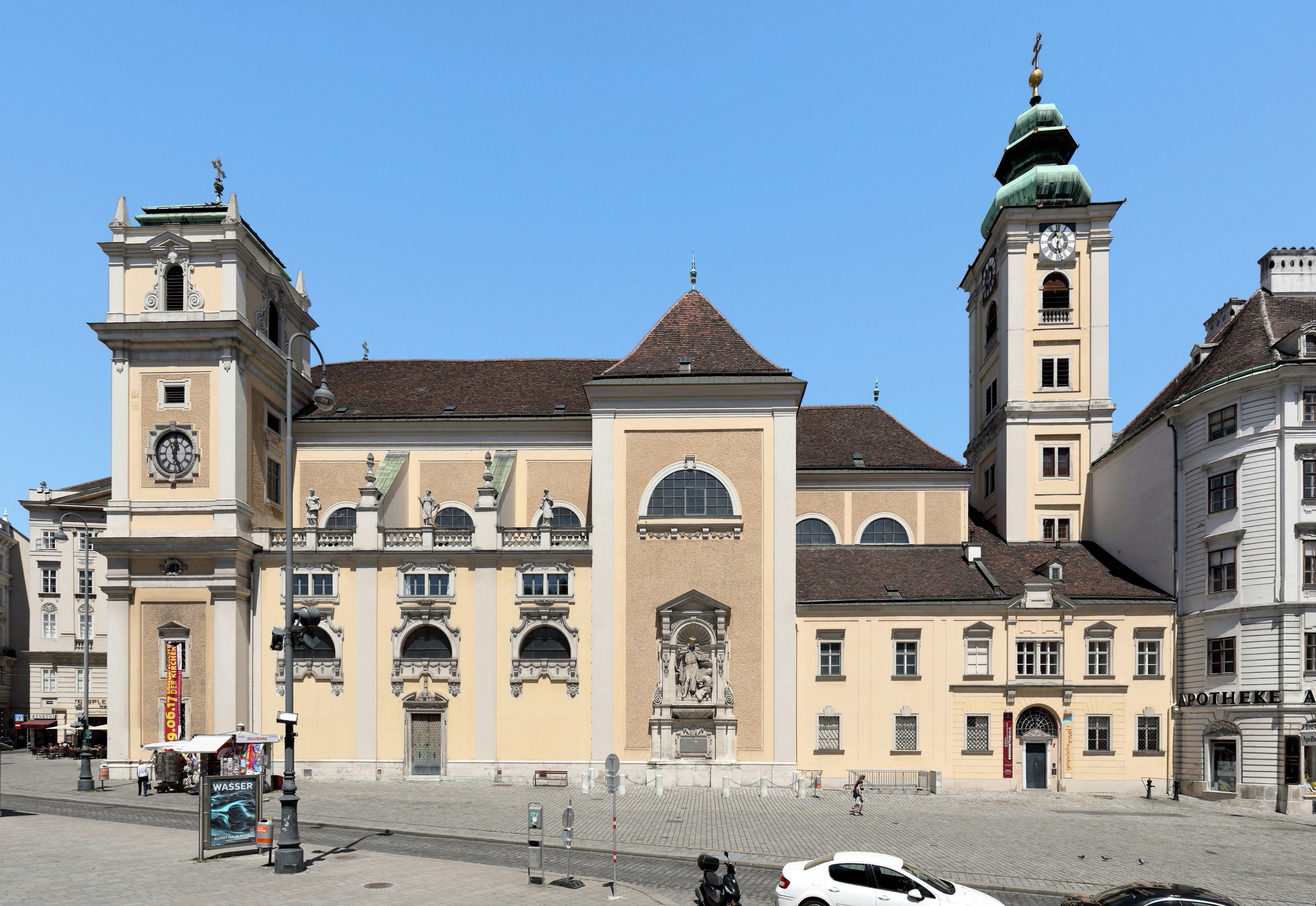
Südseite der Schottenkirche mit dem Jasomirgott-Denkmal
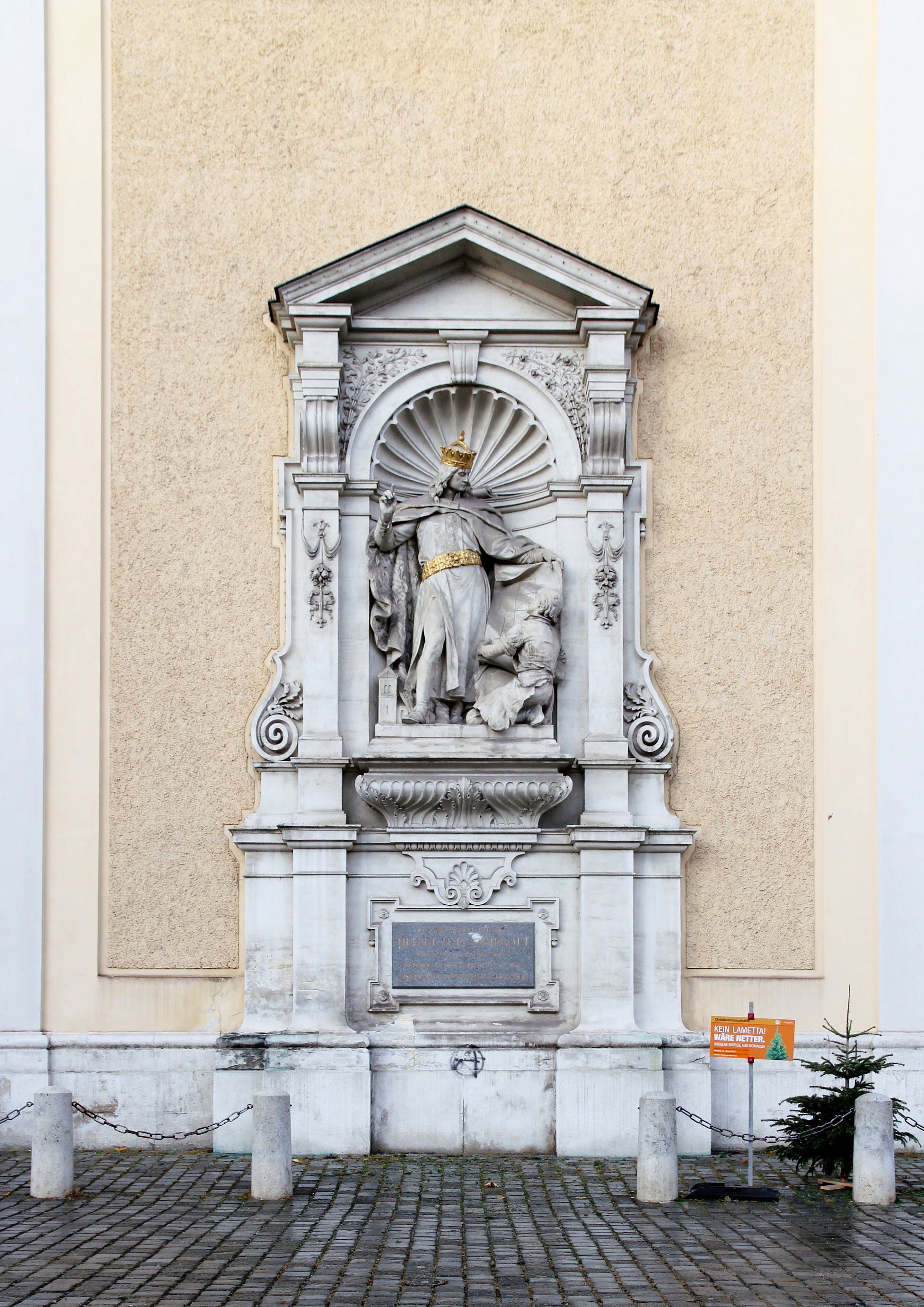
Stifterdenkmal an der südseitigen Außenwand
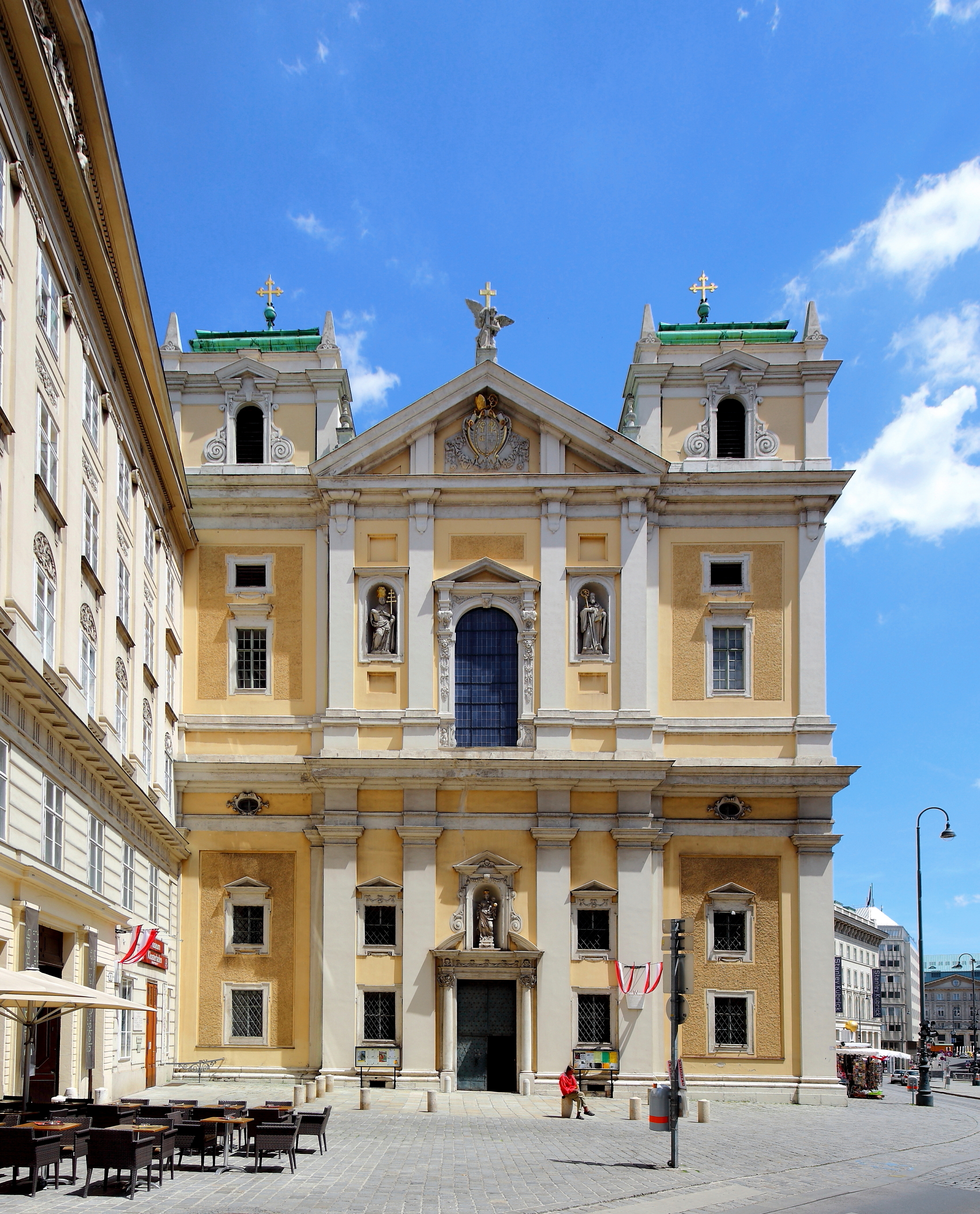
Westseite der Schottenkirche mit dem Portal

### Umgestaltungen im 19. und 20. Jahrhundert
Von 1883 bis 1887 ließ Abt Ernest Hauswirth die Kirche restaurieren und teilweise umgestalten. Bis auf Benediktus- und Gregoriusaltar wurden die barocken Altäre durch Altäre im Neorenaissance- und Neobarockstil ersetzt. Es entstanden ein neuer Hochaltar nach Entwürfen von Heinrich Ferstel (fertiggestellt von Max Haas) mit einem Mosaik von Michael Rieser und neue Deckengemälde von Julius Schmid. Der Stifter Heinrich Jasomirgott, der im Laufe der Jahrhunderte einige Male umgebettet worden war, erhielt 1901 in der Krypta der Schottenkirche einen neoromanischen Sarkophag als bislang letzte Ruhestätte.
1958 wurde die Schottenkirche von Papst Pius XII. in den Rang einer Basilica minor erhoben.
Unter Abt Heinrich Ferenczy wurde in den Jahren 1992 bis 1994 der Chorraum den Liturgiereformen des 20. Jahrhunderts entsprechend umgestaltet. Der neue Hauptaltar wurde am Schnittpunkt der beiden Hauptraumachsen angeordnet, der Ambo vor dem Altar in der Mittelachse des Hauptschiffes. Neu errichtet wurde auch ein neues Chorgestühl.

## Orgeln
Zu den Stiftsorganisten, die an der Schottenkirche wirkten, zählen Wolfgang Schmeltzl (1550er-Jahre, als Schulmeister), Johann Rasch (1570–1601), der frühere Hoforganist Georg Piscator (1649–1660), der Barockmusiker und -komponist Johann Joseph Fux (1696–1702), Johann Baptist Henneberg (um 1783), Ruth McGuire (1990–2000), der derzeitige St. Pöltner Domorganist Ludwig Lusser (2000–2006) sowie Zuzana Ferjenčíková (2006–2013) deren Nachfolger Darko Pleli (2014–2022) war. Seit Dezember 2022 hat das Amt Manuel Fröschl inne (bis Juli 2023 interimistisch).
Im Zuge der letzten Kirchenrenovierung wurden in der Schottenkirche zwei neue Orgeln aufgestellt. Sowohl die Chororgel (1994) als auch die Hauptorgel (1996) stammen von der Schweizer Firma Mathis Orgelbau.

### Hauptorgel
Die Hauptorgel von Orgelbau Mathis fand im historischen Prospekt Aufstellung, der für die ehemalige Orgel von Ignaz Kober (1804) geschaffen worden war. Das Instrument mit mechanischen Spiel- und Registertrakturen mit elektronischer Setzeranlage hat 49 Register, verteilt auf drei Manuale und Pedal.
| I Hauptwerk C–g3 |                  |       |
| 1.               | Praestant        | 16′   |
| 2.               | Octave           | 8′    |
| 3.               | Flûte harmonique | 8′    |
| 4.               | Bourdon          | 8′    |
| 5.               | Viola di Gamba   | 8′    |
| 6.               | Octave           | 4′    |
| 7.               | Spitzflöte       | 4′    |
| 8.               | Quinte           | 2 ⁄3′ |
| 9.               | Doublette        | 2′    |
| 10.              | Mixtur IV        | 2′    |
| 11.              | Scharff IV       | 1′    |
| 12.              | Cornet V         | 8′    |
| 13.              | Bombarde         | 16′   |
| 14.              | Trompette        | 8′    |

| II Rückpositiv C–g3 |                 |       |
| 15.                 | Gedackt         | 8′    |
| 16.                 | Quintade        | 8′    |
| 17.                 | Praestant       | 4′    |
| 18.                 | Rohrflöte       | 4′    |
| 19.                 | Sesquialtera II | 2 ⁄3′ |
| 20.                 | Octave          | 2′    |
| 21.                 | Waldflöte       | 2′    |
| 22.                 | Larigot         | 1 ⁄3′ |
| 23.                 | Cymbel IV       | 1′    |
| 24.                 | Cromorne        | 8′    |
|                     | Tremulant       |       |

| III Schwellwerk C–g3 |                      |        |
| 25.                  | Bourdon              | 16′    |
| 26.                  | Portunalflöte        | 8′     |
| 27.                  | Salicional           | 8′     |
| 28.                  | Voix céleste         | 8′     |
| 29.                  | Principal            | 4′     |
| 30.                  | Flûte octaviante     | 4′     |
| 31.                  | Salicet              | 4′     |
| 32.                  | Nasat                | 2 ⁄3′  |
| 33.                  | Octavin              | 2′     |
| 34.                  | Terz                 | 1 3⁄5′ |
| 35.                  | Plein Jeu V          | 2 ⁄3′  |
| 36.                  | Trompette harmonique | 8′     |
| 37.                  | Basson-Hautbois      | 8′     |
| 38.                  | Voix humaine         | 8′     |
| 39.                  | Clairon harmonique   | 4′     |
|                      | Tremulant            |        |

| Pedal C–f1 |              |     |
| 40.        | Untersatz    | 32′ |
| 41.        | Principal    | 16′ |
| 42.        | Subbass      | 16′ |
| 43.        | Octavbass    | 8′  |
| 44.        | Bourdon      | 8′  |
| 45.        | Choralbass   | 4′  |
| 46.        | Hintersatz V | 4′  |
| 47.        | Posaune      | 16′ |
| 48.        | Zinke        | 8′  |
| 49.        | Clairon      | 4′  |

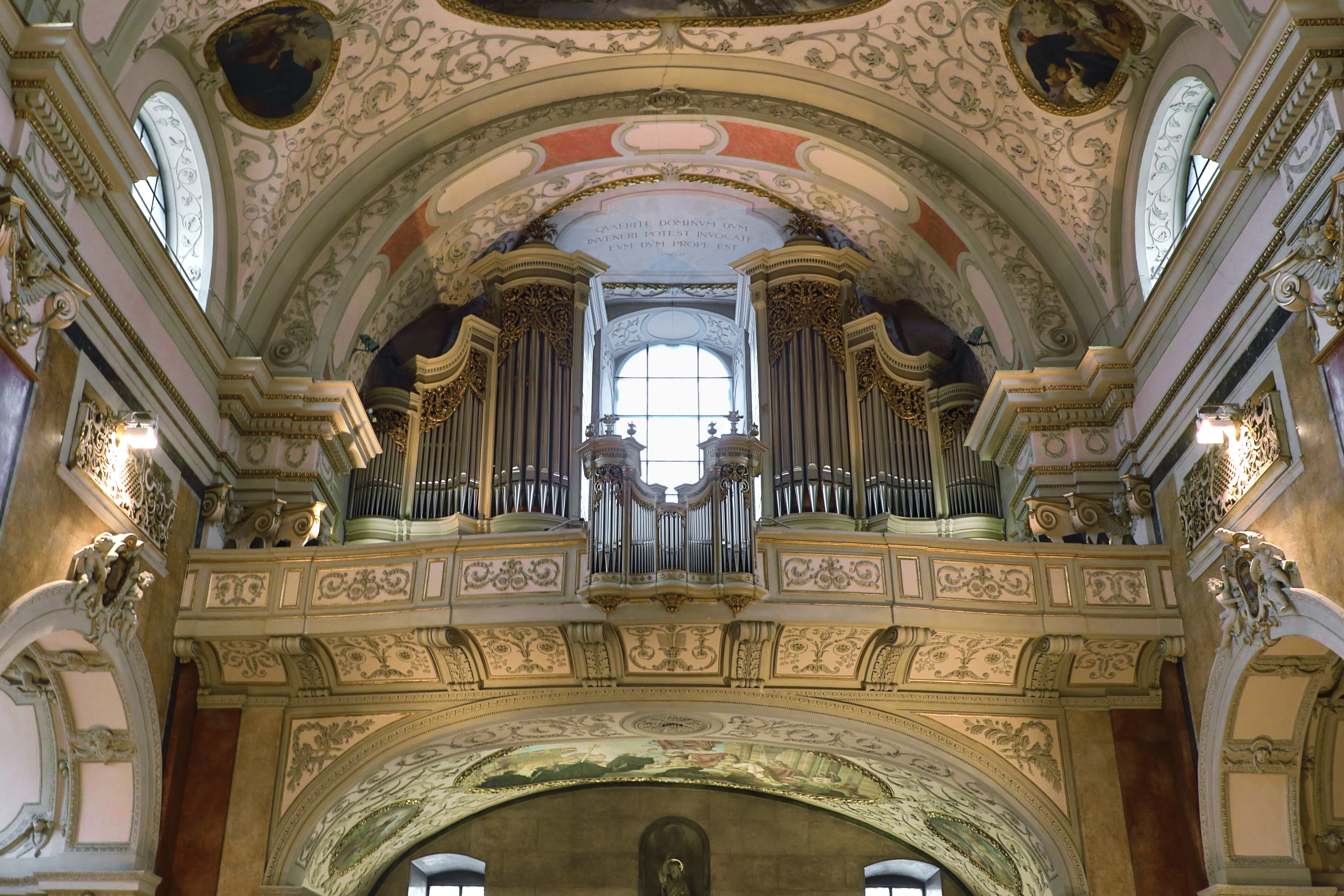
Hauptorgel

- Koppeln: II/I, III/I, III/II, I/P, II/P, III/P
- Spielhilfen: Organo Pleno (Prinzipale, Grundstimmen, I und P.)

### Chororgel
Die Chororgel hat 20 Register, verteilt auf zwei Manuale und Pedal. Das Instrument wurde längs der seitlichen Chorwände zweiteilig angelegt, rechts befindet sich als „Epistelorgel“ das Hauptwerk mit dem Spieltisch, links als „Evangelienorgel“ hinter einem identischen Prospekt das schwellbare Nebenwerk sowie Pedal.

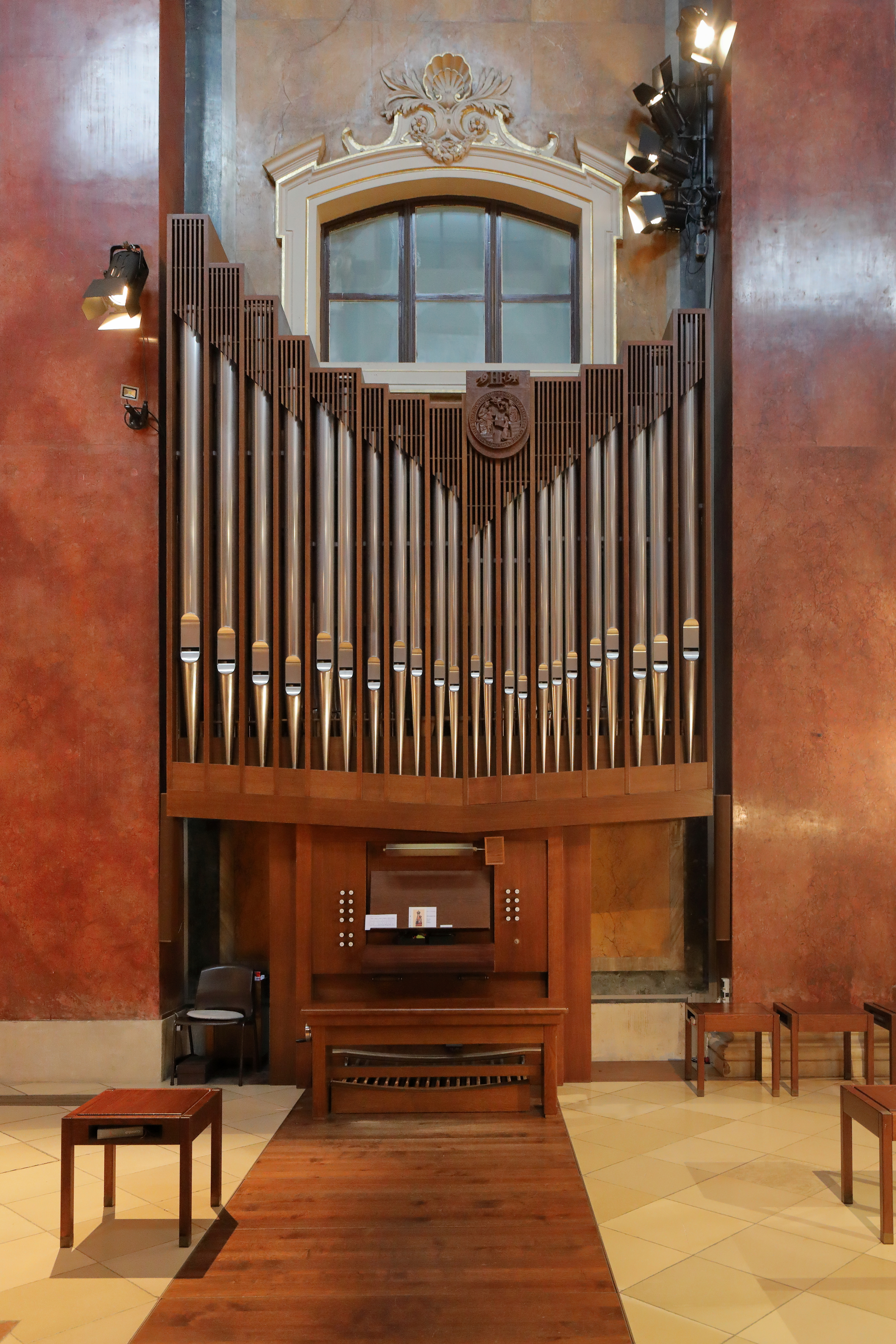
Rechter Teil der zweiteiligen Chororgel

| I Hauptwerk C–g3 |             |       |
| 1.               | Principal   | 8′    |
| 2.               | Rohrflöte   | 8′    |
| 3.               | Octave      | 4′    |
| 4.               | Flöte       | 4′    |
| 5.               | Quinte      | 2 ⁄3′ |
| 6.               | Superoctave | 2′    |
| 7.               | Mixtur V    | 1 ⁄3′ |
| 8.               | Trompete    | 8′    |

| II Brustwerk (schwellbar) C–g3 |             |        |
| 9.                             | Holzgedackt | 8′     |
| 10.                            | Salicional  | 8′     |
| 11.                            | Spitzflöte  | 4′     |
| 12.                            | Nasat       | 2 ⁄3′  |
| 13.                            | Waldflöte   | 2′     |
| 14.                            | Terz        | 1 3⁄5′ |
| 15.                            | Quinte      | 1 ⁄3′  |
| 16.                            | Holzregal   | 8′     |
|                                | Tremulant   |        |

| Pedal C–f1 |                |     |
| 17.        | Subbass        | 16′ |
| 18.        | Praestantflöte | 8′  |
| 19.        | Choralbass     | 4′  |
| 20.        | Fagott         | 16′ |

- Koppeln: II/I, I/P, II/P

## Pfarre

### Pfarrgebiet
Mit knapp 1600 Katholiken (Stand 2013) ist die Schottenpfarre die zweitgrößte Pfarre des Stadtdekanats 1. Die Pfarrgrenzen verlaufen (im Uhrzeigersinn) entlang des Schottenrings, des Donaukanals, der Salztorbrücke, der Gölsdorfgasse, des Salzgrieses, der Vorlaufstraße, der Tuchlauben, der Wipplingerstraße, der Färbergasse, des Platzes Am Hof, des Heidenschusses, der Naglergasse, des Haarhofs, der Wallnerstraße, der Leopold-Figl-Gasse, des Minoritenplatzes, der Bruno-Kreisky-Gasse, des Ballhausplatzes, des Heldenplatzes, des Burgrings, des Dr.-Karl-Renner-Rings und des Universitätsrings wieder hin zum Schottenring.
Zur Pfarre gehören auch zwei Rektoratskirchen, Maria am Gestade und die Minoritenkirche, die jedoch beide von anderen Ordensgemeinschaften (Redemptoristen bzw. Minoriten) betreut werden. Im Pfarrgebiet befinden sich außerdem noch die Johannes-Nepomuk-Kapelle im Bundeskanzleramt, die Mariä-Opferung-Kapelle im Palais Niederösterreich, die Klemens-Maria-Hofbauer-Kapelle der Akademie für Dialog und Evangelisation im Figlhaus, die Mariä-Himmelfahrt-Kapelle im Melker Hof sowie die Maria-Immaculata-Kapelle im Palais Harrach.
Im Mittelalter und in der Frühen Neuzeit umfasste das Pfarrgebiet der Schotten nicht nur einen Teil des heutigen Bezirks Innere Stadt, sondern auch die Vorstadt Rossau und die Alservorstadt (in den heutigen Bezirken Alsergrund und Josefstadt). Darüber hinaus gehörten dem Schottenstift die Wiener Vorstadtpfarren St. Ulrich, Gumpendorf und später Schottenfeld, die jedoch von der Stiftspfarre unabhängig waren.

### Taufen, Hochzeiten, Begräbnisse
Die Matrikenbücher der Schottenpfarre reichen bis zum Ende des 16. Jahrhunderts zurück. Die ältesten Taufmatriken stammen aus dem Jahr 1598, die ältesten Trauungsmatriken aus dem Jahr 1599, die ältesten Sterbematriken aus dem Jahr 1649. Sie stellen somit eine wertvolle Quelle für genealogische Forschungen zu Bewohnern der einstigen Reichshaupt- und Residenzstadt Wien dar.

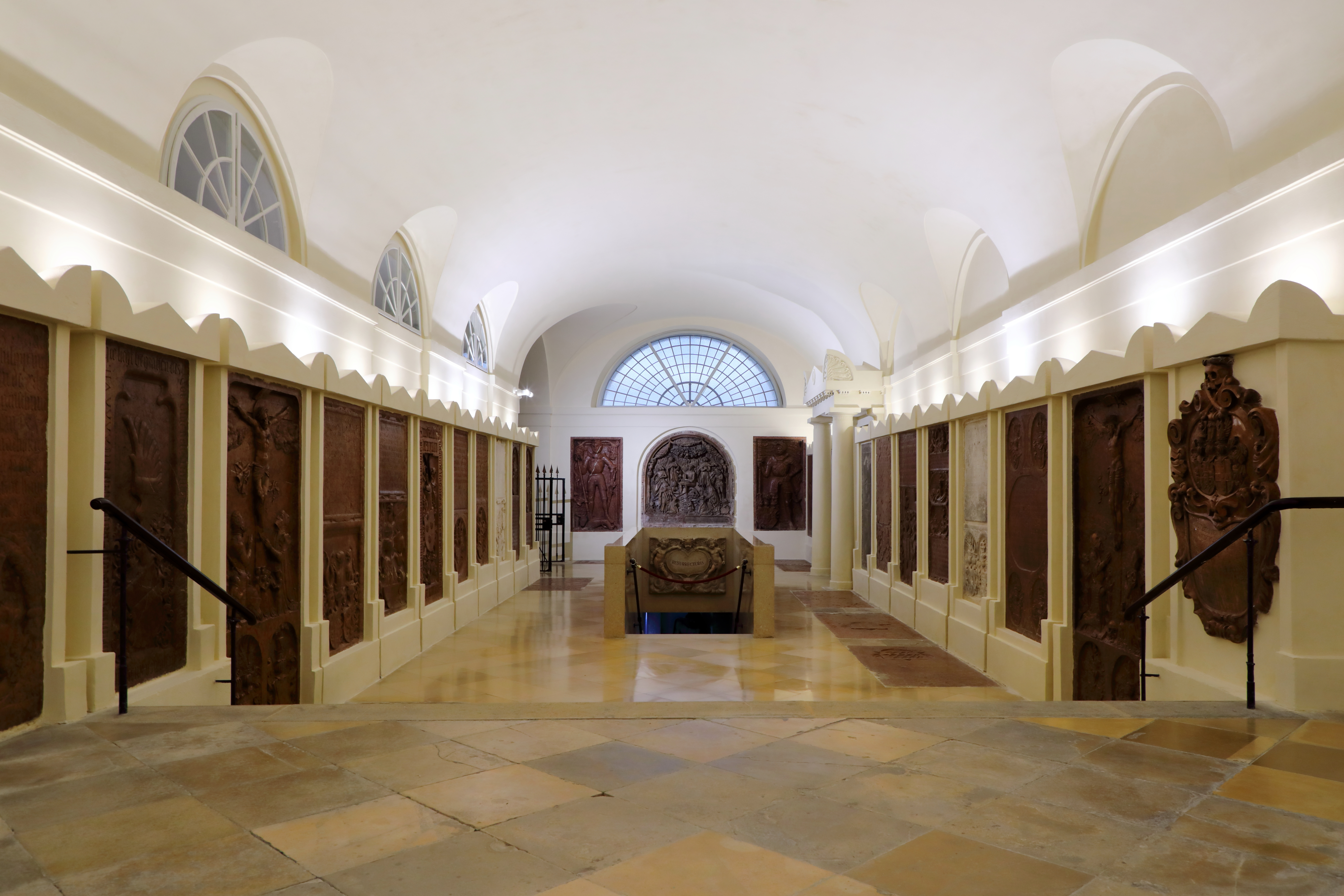
Das sogenannte Mausoleum mit dem Abgang zur Krypta zwischen dem Südflügel des Stiftes und der Kirche

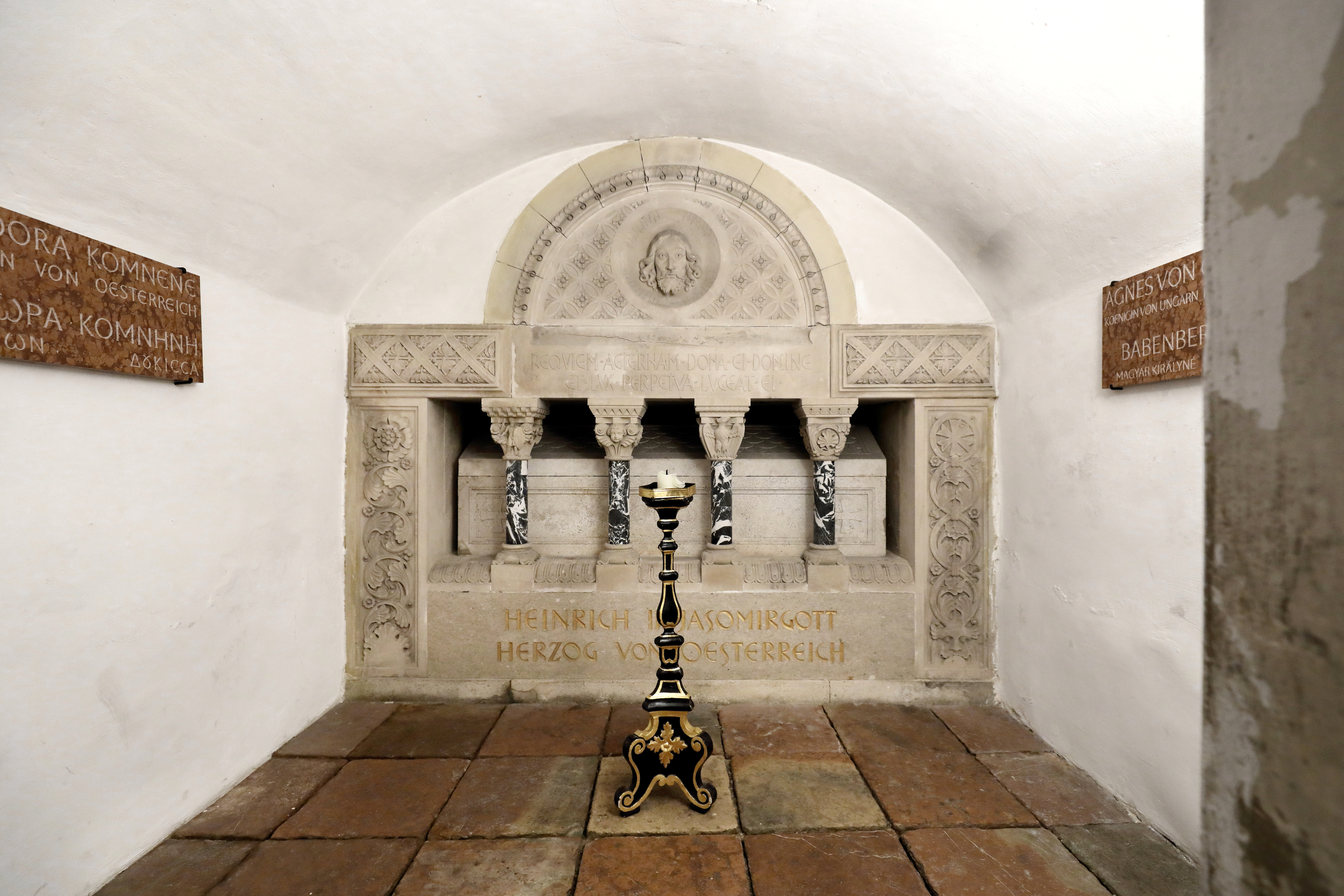
Sarkophag des Stifters

Zu den vielen Personen, die in der Schottenkirche getauft wurden, zählen der Rokokomaler Giovanni Antonio Guardi, der polnische General Józef Antoni Poniatowski, der Porzellanmodellierer Anton Grassi und der Filmregisseur Fritz Lang. In der Schottenkirche geheiratet haben der Porträtmaler Frans Luycx, der Barockmusiker Johann Joseph Fux, der Steinmetz Johann Paul Schilck, der Barockmaler Paul Troger, der Musiker Franz Anton von Weber und der Orientalist Joseph von Karabacek.
In einem eigenen Gruftraum der Krypta der Schottenkirche befindet sich das Grab des Stifters Herzog Heinrich II. Jasomirgott, seiner Frau Theodora und seiner Tochter Agnes. In der Schottenkirche bestattet wurden außerdem der Verteidiger Wiens Graf Ernst Rüdiger von Starhemberg, der Hofkammerpräsident Philipp Freiherr von Breuner, der niederösterreichische Statthalter Seyfried Freiherr von Breuner, der Obersthofmeister Fürst Johann Ferdinand von Porcia, der Feldmarschall Graf Ludwig Andreas von Khevenhüller, die Diplomaten Graf Gottlieb Amadeus von Windisch-Graetz, Franz Freiherr von Lisola, Ferdinand Graf von Plettenberg und Johann Rudolf Freiherr Schmid von Schwarzenhorn, der Hofbaumeister Peter Concorz, der Bildhauer Johann Jacob Pock, der Hofmathematiker Johann Jakob Marinoni sowie der Maler Paul Troger. Die Adelsgeschlechter Unverzagt, Leslie, Zinzendorf, Porcia, Dietrichstein und Khevenhüller haben Familiengrablegen unterhalb der Seitenaltäre der Kirche. Auf dem 1751 aufgelassenen Friedhof Voglsang neben der Kirche wurde unter anderem der Maler Frans Luycx begraben.
Für den Komponisten Joseph Haydn, der wegen der Besetzung Wiens durch die Franzosen zunächst nur in aller Stille auf dem Hundsturmer Friedhof beigesetzt worden war, wurde am 15. Juni 1809 in der Schottenkirche eine große Gedächtnismesse zelebriert, bei der Mozarts Requiem gesungen wurde.